# نونو سانتوس (لاعب كرة قدم)
نونو سانتوس (2 مارس 1999 ببورتو في البرتغال - ) هو لاعب كرة قدم برتغالي في مركز الوسط. لعب مع نادي بورتو.

## وصلات خارجية
- نونو سانتوس (لاعب كرة قدم) على موقع الاتحاد الأوربي (الإنجليزية)
- نونو سانتوس (لاعب كرة قدم) على موقع الدوري الأمريكي (الإنجليزية)
- نونو سانتوس (لاعب كرة قدم) على موقع قاعدة بيانات كرة القدم.إي يو (الإنجليزية)
- نونو سانتوس (لاعب كرة قدم) على موقع ليكيب (الفرنسية)
- نونو سانتوس (لاعب كرة قدم) على موقع Soccerway.com (الإنجليزية)